# Póvoa de Lanhoso
Póvoa de Lanhoso ('pɔvuɐ dɨ lɐ'ɲozu) è un comune portoghese di 22 772 abitanti situato nel distretto di Braga.
Il suo territorio comunale è bagnato dalle acque del fiume Ave.

## Società

### Evoluzione demografica
| Popolazione di Póvoa de Lanhoso (1801 – 2004) | Popolazione di Póvoa de Lanhoso (1801 – 2004) | Popolazione di Póvoa de Lanhoso (1801 – 2004) | Popolazione di Póvoa de Lanhoso (1801 – 2004) | Popolazione di Póvoa de Lanhoso (1801 – 2004) | Popolazione di Póvoa de Lanhoso (1801 – 2004) | Popolazione di Póvoa de Lanhoso (1801 – 2004) | Popolazione di Póvoa de Lanhoso (1801 – 2004) | Popolazione di Póvoa de Lanhoso (1801 – 2004) |
| --------------------------------------------- | --------------------------------------------- | --------------------------------------------- | --------------------------------------------- | --------------------------------------------- | --------------------------------------------- | --------------------------------------------- | --------------------------------------------- | --------------------------------------------- |
| 1801                                          | 1849                                          | 1900                                          | 1930                                          | 1960                                          | 1981                                          | 1991                                          | 2001                                          | 2004                                          |
| 8084                                          | 9585                                          | 16939                                         | 19178                                         | 22033                                         | 21092                                         | 21516                                         | 22772                                         | 23657                                         |

## Suddivisioni amministrative
Dal 2013 il concelho (o município, nel senso di circoscrizione territoriale-amministrativa) di Póvoa de Lanhoso è suddiviso in 22 freguesias principali (letteralmente, parrocchie).

### Freguesias
1. Águas Santas: Águas Santas, Moure
2. Calvos: Calvos, Frades
3. Campos: Campos, Louredo
4. Esperança : Esperança, Brunhais
5. Fonte Arcada: Fonte Arcada, Oliveira
6. Verim: Verim, Friande, Ajude
7. Covelas
8. Ferreiros
9. Galegos
10. Garfe
11. Geraz do Minho
12. Lanhoso
13. Monsul
14. Póvoa de Lanhoso
15. Rendufinho
16. Santo Emilião
17. São João de Rei
18. Serzedelo
19. Sobradelo da Goma
20. Taíde
21. Travassos
22. Vilela

## Amministrazione

### Gemellaggi
Póvoa de Lanhoso è gemellata con:
- Neuves-Maisons, Francia, dal 1986